# 努日木镇
努日木镇，是中华人民共和国内蒙古自治区通辽市科尔沁左翼中旗下辖的一个乡镇级行政单位。

## 行政区划
努日木镇下辖以下地区：
六户村、西卢家窑村、乌兰花嘎查、峻峰站村、科长窝堡村、金山堡村、罗家窑村、前努日木嘎查、中努日木嘎查、大努日木嘎查、巴彦柴达木嘎查、努合吐嘎查、满达日哈嘎查、张家窑村、英窝村、五间房村、杜家窝堡村、赵家窝堡村、乌兰嘎查、三河堡村、县长窝堡村、贝子套布嘎查、太平屯村、刘柱窝堡嘎查、郑家窑村和巴彦召嘎查。